# ویویان وودورد
ویویان وودورد (به انگلیسی: Vivian Woodward) زادهٔ ۳ ژوئن ۱۸۷۹ بازیکن فوتبالاهل انگلستان بود که سابقهٔ بازی در تیم ملی فوتبال انگلستان را در کارنامهٔ خود دارد. وی در تاریخ ۱۴ فوریه ۱۹۰۳ نخستین بازی ملی خود را در مقابل تیم ملی فوتبال ایرلند انجام داد و با حضور در ۲۳ بازی ملی، در تاریخ ۱۳ مارس ۱۹۱۱ واپسین بازی ملی‌اش را در برابر تیم ملی فوتبال ولز برگزار کرد.
این بازیکن توانسته در بازی‌های ملی، ۲۹ گل به ثمر برساند.